# Зубково (станция, Новосибирская область)
Зубко́во — станция в Краснозёрском районе Новосибирской области. Входит в состав Зубковского сельсовета.

## География
Площадь станции — 62 гектара.

## Население
| 2002 | 2007 | 2010 |
| ---- | ---- | ---- |
| 811  | ↘697 | ↘617 |

## Инфраструктура
На станции по данным на 2007 год функционируют 1 учреждение здравоохранения и 1 учреждение образования.